# 911 (nhóm nhạc Anh)
911 là một nhóm nhạc nam người Anh gồm Lee Brennan, Jimmy Constable và Simon "Spike" Dawbarn. Nhóm được thành lập tại Glasgow vào năm 1995 và ra mắt đĩa đơn đầu tay "Night to Remember" vào tháng 5 năm 1996. Sau đó, họ phát hành album đầu tay The Journey vào tháng 3 năm 1997, đã được chứng nhận Vàng bởi BPI vào tháng 11 năm 1997. 
911 phát hành thêm hai album được chứng nhận Bạc, Moving On và There It Is, vào năm 1998 và 1999, liên tiếp. There It Is cũng là đĩa đơn quán quân duy nhất của họtại Vương quốc Anh, bản cover "A Little Bit More", đứng đầu UK Singles Chart vào tháng 1 năm 1999.
Trong 5 năm bên nhau, 911 đã góp 10 đĩa đơn trong top 10 của Vương quốc Anh. Họ đã bán được 10 triệu đĩa đơn và 6 triệu album trên khắp thế giới, và trở nên phổ biến ở khu vực Đông Nam Á, nơi hai album đầu tiên của họ đạt vị trí thứ nhất. Họ chia tách nhau vào cuối năm 1999.
Tháng 10 năm 2012, có thông báo rằng 911, cùng với Atomic Kitten, Liberty X, B*Witched, Five và Honeyz sẽ quay trở lại cho bộ phim tài liệu thực tế trên kênh ITV2, có tên là The Big Reunion vào tháng 1 năm 2013. Do được đánh giá tích cực, các nhóm đã thực hiện một chuyến tham quan vòng quanh Vương quốc Anh và Ireland. Album trở lại của họ Illuminate... (The Hits and More) được phát hành vào ngày 8 tháng 9 năm 2013, cùng với đĩa đơn trở lại "2 Hearts 1 Love". Vào đầu năm 2014, 911 đã tổ chức chuyến lưu diễn tại Vương quốc Anh của riêng họ - The Illuminate: The Hits and More Tour.

## Sự nghiệp

### 1995: Thành lập
Vũ công Jimmy Constable và Simon "Spike" Dawbarn được giới thiệu với nhau vào đầu những năm 1990 bởi một vũ công khác tên là Clive. Không lâu sau, Constable và Dawbarn đều được chọn làm vũ công trong chương trình ca nhạc đêm khuya trên kênh ITV, The Hit Man and Her. Năm 1995, sau khi chứng kiến Jason Orange thành công, người từng là vũ công trong chương trình, đã tham gia nhóm nhạc nam Take That (và cũng trở nên nổi tiếng hơn so với các tiết mục mà họ tham gia khiêu vũ), Constable và Dawbarn quyết định thành lập một nhóm nhạc của riêng họ. Tại đài phát thanh CFM Radio của Carlisle, họ đã bắt gặp Steve Gilmour, người trước đây đã quản lý PJ & Duncan và Boyzone, và yêu cầu anh ấy trở thành người quản lý của họ, quản lý một vài tháng sau đó. Gilmour ban đầu từ chối họ, nhưng Constable và Dawbarn tiếp tục thu hút ngày càng nhiều người hâm mộ theo thời gian. Mỗi khi con đường của họ giao nhau, Constable sẽ cho Gilmour xem thư hâm mộ mà họ nhận được và họ cũng là một trong bảy tiết mục được đặt trước tại Trung tâm Sands ở Carlisle, một lần nữa cho CFM.
Gilmour cuối cùng đã bị thuyết phục và anh ấy quyết định quản lý họ nhưng họ đang thiếu ca sĩ. Lee Brennan, từng là một fan hâm mộ của Dawbarn và Constable trong The Hit Man and Her, đã được tuyển dụng theo lời giới thiệu của Gilmour. Sau khi chuyển đến căn hộ ba phòng ngủ của Gilmour ở phía nam của Glasgow, 911 bắt đầu một chuyến lưu diễn quy mô lớn tới các trường học và câu lạc bộ U-18 trên khắp Vương quốc Anh nhằm xây dựng đội quân thanh thiếu niên theo dõi ngày càng đông đảo của họ và nhanh chóng trở thành mục tiêu yêu thích của đám đông trên các buổi biểu diễn đường phố vào mùa hè năm 1995. Despite their immense popularity, they were turned down by every record company they turned to. Sau khi không thể đạt được một hợp đồng thu âm lớn, 911 và nhóm quản lý Backlash của họ đã quyết định thành lập hãng thu âm của riêng họ, Ginga Records, với sự tài trợ của doanh nhân Frank Shapiro.

### 1996–1999: Thành công vang dội
Tháng 4 năm 1996, họ đã phát hành đĩa đơn đầu tay, bản cover "Night to Remember" của Shalamar, và nó đã lọt vào bảng xếp hạng UK Singles Chart ở vị trí thứ 38. Tháng 7, đĩa đơn thứ hai của họ "Love Sensation", sau đó được giới thiệu trong bộ phim live-action năm 1997 Casper: A Spirited Beginning, thậm chí còn được xếp hạng cao hơn, ở vị trí thứ 21. Thành công của hai đĩa đơn được phát hành độc lập này đã tạo ra một cuộc chiến đấu thầu giữa các hãng thu âm lớn và vào tháng 9 năm 1996, 911 được đăng ký bởi Richard Branson Virgin Records với hợp đồng 4 album trị giá 3,5 triệu bảng Anh. 911 đã giành chiến thắng trong 'Search for the Next Big Thing' của GMTV và được bình chọn là 'Người mới xuất sắc thứ hai' sau Spice Girls trong Smash Hits.
911 lần đầu tiên lọt vào top 10 vào năm 1996 với "Don't Make Me Wait", đạt vị trí thứ 10. Tiếp theo là 9 bản hit liên tiếp lọt vào top 10 của Vương quốc Anh, bao gồm "Bodyshakin'" (đã trở thành bài hát đặc sắc của họ); "Private Number" và bài hát đứng đầu bảng xếp hạng Vương quốc Anh "A Little Bit More". Trong thời gian này, 911 đã phát hành ba album phòng thu, The Journey (1997), Moving On (1998) và There It Is (1999), tất cả đều lọt vào top 20 trên bảng xếp hjang UK Albums Chart. Họ cũng đã bán hết vé của 35 suất chiếu chỉ trong 30 phút cho chuyến lưu diễn đầu tiên của mình. Tại Malaysia, The Journey đã đứng đầu trong 20 tuần và đĩa đơn nào của họ cũng đứng đầu.
Tuy nhiên, sau một lịch trình dày đặc, ban nhạc bắt đầu tan rã, với việc Constable sa vào chứng nghiện rượu (trong một lần xuất hiện trên SMTV Live với trạng thái say xỉn), Dawbarn bắt đầu mắc chứng sợ khoảng trống và Brennan, là người ghim chặt và ca sĩ chính của ban nhạc, bắt đầu ngày càng cảm thấy bất an về hình ảnh và ngoại hình của mình. Vào cuối năm 1999, họ phát hành một album thành công nhất, The Greatest Hits and a Little Bit More, bao gồm (vào thời điểm đó) đĩa đơn cuối cùng của họ "Wonderland" và nhóm đã chia tách. Trên The Big Reunion, Dawbarn nói: "Chúng tôi biết rằng mình đã đạt đến đỉnh cao và chúng tôi gần như đang ở giai đoạn suy thoái nhỏ đó và chúng tôi nghĩ, 'Tốt nhất là đứng đầu.'" Constable cũng được hai người kia cho biết rằng anh ấy sẽ là người thông báo trực tiếp tin tức về việc họ chia tay trong chương trình của Chris Moyles trên Radio 1. Trong một cuộc phỏng vấn năm 2005 với The Guardian, Constable nói: "Tôi không có thời gian để suy nghĩ về điều đó. Tôi đã nghẹn ngào khi nói điều đó, sau đó chúng tôi bước ra khỏi đài phát thanh. 1 và hai người kia đến quán rượu. Tôi lên xe và đi và tôi không hề gặp họ trong 2 năm."

### 2008: Cuộc hội ngộ đầu tiên
Năm 2008, 911 đã cải tổ cho chuyến lưu diễn hộp đêm ở Vương quốc Anh và Cộng hòa Ireland, biểu diễn những bản hit nổi tiếng nhất của họ, đồng thời cũng đã biểu diễn tại một số hộp đêm và sự kiện của trường đại học, và họ đã chiêu đãi đám đông trước cuộc đụng độ của Bradford Bulls với Leeds Rhinos vào ngày 23 tháng 5 năm 2008. Họ đã tham gia "Pop Goes the Band" của Living; nơi họ đến với nhau để quay trở lại con đường ban nhạc nam của mình, dẫn đến buổi biểu diễn trực tiếp "Bodyshakin'".

### 2012: Cuộc hội ngộ thứ hai
911 quay trở lại vào năm 2012, cùng với Atomic Kitten, Liberty X, B*Witched, Five và Honeyz, sẽ quay trở lại cho bộ phim tài liệu thực tế trên kênh ITV2, có tên là The Big Reunion. Chương trình bắt đầu được phát sóng vào ngày 31 tháng 1 năm 2013 và tập thứ 2 được phát sóng vào ngày 7 tháng 2, có cảnh Lee, Jimmy và Spike nói về khoảng thời gian họ bên nhau và những khó khăn xảy ra khi tham gia một ban nhạc.
Sáu ban nhạc đã biểu diễn một buổi hòa nhạc trở lại cháy vé tại Hammersmith Apollo của London vào ngày 26 tháng 2 năm 2013. Tuy nhiên, sau nhu cầu cao về vé cho buổi biểu diễn và The Big Reunion đã đạt được xếp hạng kỷ lục cho ITV2, nó đã được thông báo rằng một chuyến lưu diễn tại Vương quốc Anh sẽ diễn ra từ ngày 3 đến ngày 14 tháng 5 năm 2013. Hai ngày nữa sau đó đã được thêm vào ngày 16 và 17 tháng 5, nâng tổng số chuyến lưu diễn lên 14. Do chuyến lưu diễn cũng nhanh chóng cháy vé, nên đã có thông báo rằng các ban nhạc trong chương trình cũng sẽ tham gia một chuyến lưu diễn tiệc Giáng sinh nhỏ vào tháng 12 năm 2013.
Ngày 6 tháng 3, 911 xuất hiện trong chương trình Daybreak, nơi họ thông báo rằng họ đã thu âm một phiên bản cập nhật hơn của "Bodyshakin'" và cũng đang lên kế hoạch phát hành tài liệu mới. Vào ngày 28 tháng 3, họ xuất hiện trên This Morning và xác nhận rằng họ chắc chắn sẽ phát hành một album mới và chuyến lưu diễn vào năm 2014. Brennan nói: "Chúng tôi đang thực hiện một album mới. album, chúng tôi sẽ tự lưu diễn vào năm tới, vì vậy chúng tôi có rất nhiều điều để mong đợi. Hãy cố gắng lên!". Trong chuyến lưu diễn The Big Reunion, đã có thông báo rằng album mới của ban nhạc sẽ có tên là Illuminate. Vào ngày 3 tháng 8, Brennan đã tweet rằng album, Illuminate... (The Hits and More), sẽ được phát hành vào ngày 9 tháng 9 năm 2013 cùng với đĩa đơn trở lại của họ "2 Hearts 1 Love" . Trong một lần xuất hiện khác trên This Morning vào ngày 5 tháng 8, 911 đã nói về sự trở lại âm nhạc của họ và cũng biểu diễn "2 Hearts 1 Love".
Ngày 20 tháng 3 năm 2014, có thông báo rằng 911 và các nhóm nhạc nam khác từ  series 1 và series 2 của The Big Reunion, gồm Five, Blue, 3T, A1, Damage và 5th Story, sẽ cùng nhau đi lưu diễn toàn quốc vào tháng 10 năm 2014.

### 2019–nay: 911 The Reunion và sự hợp tác với Đức Phúc
Ngày 22 tháng 6 năm 2019, 911 quay trở lại khu vực Đông Nam Á với buổi hòa nhạc của họ được gọi là 911 The Reunion ở Kuala Lumpur, Malaysia với một buổi biểu diễn bán cháy vé.
Ngày 9 tháng 2 năm 2023, nhóm hợp tác trong một video âm nhạc lần đầu tiên với ca sĩ nước ngoài Đức Phúc, nam ca sĩ trẻ người Việt Nam. Bài hát có tiêu đề là "I do" (tiếng Việt: Em đồng ý) với 2 phiên bản: tiếng Anh và song ngữ Anh - Việt.

## Danh sách đĩa nhạc
- The Journey (1997)
- Moving On (1998)
- There It Is (1999)
- Illuminate... (The Hits and More) (2013)